# علي رجب
علي رجب (25 مارس 1964 - 12 سبتمبر 2020) مخرج مصري.

## حياته
من مواليد 1964 في منطقة الظاهرية بالإسكندرية درس أولا بكلية التجارة ثم التحق بالهندسة خريج كلية الهندسة جامعة الإسكندرية عام 1987، ترك الهندسة واتجه الي الفن فعمل مساعد إخراج لفترة طويلة مع المخرجة إيناس الدغيدي، وظهر في مشهدين في فيلم دانتيلا وكذلك في مشهد في فيلم كشف المستور لعاطف الطيب.

## أعماله

### إخراج
- صايع بحر.
- خالتي فرنسا.
- كركر.
- بلطية العايمة.
- شجيع السيما.
- الأجندة الحمراء.
- سيد العاطفي.
- خميس وجمعة.
- ركلام
- راديو ستار
- صايع بحر
- الجسر

### تمثيل
- مجانينو.
- مستر كاراتيه.
- المهاجر.
- الرجل الثالث.
- حسن وعزيزة قضية أمن دولة.
- أحلام الفتى الطائش (مخرج ضيف شرف).

## وفاته
توفي يوم السبت 12 سبتمبر 2020م الموافق 24 محرم 1442 هـ، عن عمر 56 عامًا، في منزل الشاعر أحمد شتا إثر تعرضه لأزمة صحية مُفاجئة.

## وصلات خارجية
- علي رجب على موقع IMDb (الإنجليزية)
- علي رجب على موقع الدهليز
- علي رجب على موقع قاعدة بيانات الأفلام العربية
- علي رجب على موقع قاعدة بيانات الفيلم (الإنجليزية)
- علي رجب على موقع قاعدة بيانات الفيلم (الإنجليزية)